# De l'un en l'autre
De l'un en l'autre se dit pour les figures (pièces ou meubles) brochant sur un champ composé (partitionné de deux couleurs alternées ou chargé d'un semé) ou brochant sur une figure (pièce ou meuble) présentant des caractéristiques analogues, pour lesquelles la couleur est celle opposée au fond qu'elles recouvrent.

Pour illustrer et expliciter ce mode, prenons un exemple parmi les plus compliqués possibles, soit un blason tel que « Équipollé d'or et d'azur à une fleur de lys accompagnée de trois cœurs de l'un en l'autre ». Dans un premier temps, considérons que les meubles n'ont pas de couleurs : ce sont des « ombres », c'est-à-dire qu'on peut voir le champ à travers. Dans un deuxième temps, pensons les comme des « contre-ombres », c'est-à-dire qu'elles laissent voir le champ, mais coloré de l'autre. 
Ce mode correspond à l'option de nombreux auteurs (de Bara, Palliot, Diderot-D'Alembert, Galbreath-Jéquier, Audoin, et d'autres) mais pas de tous, car pour ce mode de coloration, il n'y a pas de consensus reconnu.

## Problématique de «de l'un en l'autre» et de «de l'un à l'autre»
De fait, pour le mode d'attribution de couleur pour les meubles brochant sur une zone partitionnée, la locution concurrente « de l'un à l'autre » est utilisée par un très grand nombre d'auteurs de dictionnaires, glossaires et similaires. Le problème est qu'ils définissent les deux locutions de façon soit exclusive, soit élargie, le même sens pouvant être attribué à « de l'un en l'autre » pour certains, ou à « de l'un à l'autre », pour d'autres, et parfois même contradictoirement pour un auteur, dans les blasonnements qu'il donne en exemples dans son manuel.
Les différentes définitions rencontrées sont les suivantes (accompagné d'un symbole utilisé dans le tableau des sources en annexe) :
- Ø : concerne exclusivement les meubles affectés par une ligne de partition.
- O : concerne exclusivement les meubles non affectés par une ligne de partition.
- Ø+O : concerne l'ensemble des meubles couvrant la zone partitionnée, qu'ils soient affectés ou non des lignes de partition.
- def : non défini, ignoré.
- Rejet : défini mais rejeté comme inutile.
- ◇→◆ : associé à de même, indique la répétition d'une zone sur l'autre avec inversion des couleurs.

De cette situation sans consensus, posant problème pour le sourçage, les contributeurs et contributrices du Projet:Blasons ont choisi la définition exposée ci-dessus, pour sa simplicité, et qui, de plus, est en accord avec l'héraldique britannique et quasiment toutes les héraldiques du nord-est de l'Europe, lesquelles utilisent le même vocabulaire pour tous les cas de figure.
Cette option rend l'expression « de l'un à l'autre » inutile ; il est dit, page 120 du Manuel du blason de D.L. Galbreath & L. Jéquier : « la distinction que l'on a faite entre de l'un en l'autre et de l'un à l'autre, selon qu'un meuble est entouré d'un seul émail ou non, nous paraît une chinoiserie et nous nous contenterons du seul terme de de l'un en l'autre. » (Certes, l'Américain Galbreath (donc anglophone) est influencé par le fait que l'héraldique d'outre-Manche ne fait pas de différence, et, vivant en Suisse, il est aussi fortement influencé par l'héraldique suisse, "germanisante", dont l'approche est similaire. La mise à jour par Léon Jéquier, (bien que suisse) rééquilibrant l'approche un peu trop germanique de l'original (1977), rend la position de l'ouvrage tout à fait recevable pour l'héraldique française).

## Annexe
- ✔ dans « Def. » indique la présence d'un dictionnaire.
- ✔ dans « Dessins » indique la présence d'illustrations blasonnées.
- !! : contradiction entre la définition et les illustrations.
- ? : information non trouvée.

| Date | Auteur                         | Ouvrage                                              | Def. | Dessins | de l'un en l'autre | de l'un à l'autre |
| ---- | ------------------------------ | ---------------------------------------------------- | ---- | ------- | ------------------ | ----------------- |
| 1581 | H. de Bara                     | Le blason des armoiries                              | -    | ✔       | Ø+O                | def               |
| 1660 | P. Palliot                     | La vraye et parfaite science des armoiries           | ✔    | ✔       | Ø+O                | def               |
| 1696 | Cl.-Fr. Ménestrier             | La nouvelle méthode raisonnée du blason              |      | ✔       | O                  | Ø                 |
| 1772 | Diderot & D'Alembert           | Encyclopédie                                         | -    | ✔       | [Ø+O               | def               |
| 1816 | N. Viton de Saint-Allais       | Petit manuel héraldique                              | ✔    | -       | O                  | Ø                 |
| 1843 | Borel d'Hauteville             | Annuaire1943-Dict du bl. ou Petit Manuel Herald.     | ✔    | ?       | Ø                  | O                 |
| 1860 | W. Maigne                      | Abrégé méthodique de la science des armoiries        | ✔    | ✔       | Ø !!               | O !!              |
| 1861 | M. Charles Grandmaison         | Dictionnaire héraldique                              | ✔    | ✔       | O !!               | Ø                 |
| 1864 | A. de La Porte                 | Trésor héraldique                                    | ✔    | ✔       | O                  | Ø                 |
| 1872 | J. Guigard                     | Nov. Armorial du Bibliophile. Notions élém. du Bl.   | ✔    | ?       | O                  | Ø                 |
| 1880 | M. Bachelin-Deflorenne         | La science des armoiries                             | ✔    | ✔       | Ø+O                | def               |
| 1883 | A. de Foras                    | Le blason : dictionnaire et remarques                | ✔    | ✔       | O                  | Ø                 |
| 1885 | E. Jouffroy d'Eschavannes      | Traité complet de la science du blason               | ✔    |         | Ø                  | O                 |
| 1885 | E. Simon de Boncourt           | Grammaire du blason                                  | ✔    | ✔       | Ø                  | O                 |
| 1887 | J.-B. Rietstap                 | Dictionnaire des termes du blason                    | ✔    | ✔       | Ø                  | O                 |
| 1889 | L.-A. Duhoux d'Argicourt       | Alphabet et figures de tous les termes du blason     | ✔    | ✔       | Ø                  | O                 |
| 1889 | H. Gourdon de Genouillac       | L'art héraldique                                     | ✔    |         | Ø                  | O                 |
| 1892 | P.-B. Gheusi                   | Le blason héraldique                                 | ✔    | ✔       | O                  | Ø                 |
| 1901 | A. O'Kelly de Galway           | Dict. archéologique et explicatif de la sc.du blason | ✔    |         | O                  | Ø                 |
| 1905 | Larousse                       | Encyclopédie en 7 Volumes.                           | ✔    | ✔       | O                  | Ø                 |
| 1942 | D.L. Galbreath                 | Manuel du blason (révisé L. Jéquier, 1977)           | ✔    | ✔       | Ø+O                | Rejet             |
| 1949 | G. d'Haucourt & G. Durivault   | Le blason – Coll. Que sais-je ?                      | -    | ✔       | O                  | Ø                 |
| 1951 | T. Veyrin-Forrer               | Précis d'héraldique(révisé M. Popoff, 2000)          | ✔    | ✔       | Ø+O                | ◇→◆               |
| 1976 | O. Neubecker                   | Le grand livre de l'héraldique                       | ✔    | ✔       | Ø+O                | Ø+O               |
| 1979 | M. Pastoureau                  | Traité d'héraldique                                  | ✔    | ✔       | O                  | ?                 |
| 1979 | Jules Pautet du Parois         | Nouveau Manuel du Blason                             | ✔    |         | O                  | Ø                 |
| 1984 | P. Joubert                     | L'héraldique                                         | -    | ✔       | def                | def               |
| 1985 | G. de Crayencour               | Dictionnaire héraldique                              | ✔    | ✔       | Ø                  | O                 |
| 1989 | G. Eysenbach                   | Histoire du blason et science des armoiries          | ✔    | -       | O                  | Ø                 |
| 1984 | J.-M. Thiébaud                 | Dictionnaire des termes du blason                    | ✔    | -       | Ø                  | def               |
| 1998 | Ch.-M. de Sainte-Melaine       | Précis de science héraldique                         | ✔    | ✔       | def                | def               |
| 2001 | E. de Boos                     | Dictionnaire du blason                               | ✔    | ✔       | Ø                  | O                 |
| 2002 | C. Wenzler                     | Guide de l'héraldique                                | ✔    | ✔       | dans : O           | à=en : Ø          |
| 2005 | J.-Fr. Demange                 | Glossaire historique et héraldique                   | ✔    | ✔       | O                  | Ø                 |
| 2006 | G. Audoin                      | L'art héraldique                                     | -    | ✔       | Ø+O                | def               |
| 2013 | P. Jaillard                    | Les blasons                                          | ✔    | ✔       | Ø                  | O                 |
| 2018 | P. de La Perrière & S. Rossini | Le blason : langage de l'héraldique                  | ✔    | ✔       | O                  | Ø                 |
| 2019 | J.-P. Fernon                   | Dictionnaire d'héraldique                            | ✔    | ✔       | Ø+O                | ◇→◆               |